# Wendisch Priborn
Wendisch Priborn – dzielnica gminy Ganzlin w Niemczech, w kraju związkowym Meklemburgia-Pomorze Przednie, w powiecie Ludwigslust-Parchim, w związku gmin Plau am See. Do 24 maja 2014 samodzielna gmina.